# The Fencing Master
The Fencing Master ist ein historischer Abenteuerfilm aus dem Jahre 1992. Er basiert auf dem Roman El Maestro de Esgrima (deutsch: Der Fechtmeister) von Arturo Pérez-Reverte. Es handelt sich um eine sehr werksgetreue Umsetzung der Vorlage.
Regie führte Pedro Olea.

## Kurzbeschreibung
Spanien 1868: Der altgediente Fechtmeister Don Jaime Astarloa wird von der mysteriösen Adela de Otero, einer brillanten Fechterin, gebeten, ihr seinen tödlichen „Fechtstoß der 200 Escudos“ beizubringen. Nach anfänglicher Ablehnung seitens Astarloa gelingt es Adela, ihn als Lehrer zu gewinnen. Ahnungslos von dem Hintergrund ihres Ansuchens verliebt sich der alternde Fechtmeister in seine Schülerin und findet sich schon bald inmitten eines Komplotts aus Mord, Verführung und Verrat wieder, in dem er nicht nur zum Verdächtigen wird, sondern auch zum Opfer zu werden droht.

## Handlung
Inmitten der Revolutionswirren im Spanien von Isabella II. bekommt der Fechtmeister Don Jaime Astarloa Besuch von Adela de Otero, die ihn bittet, ihr den „Stoß der 200 Escudos“ beizubringen, einen von Astarloa selbst entwickelten tödlichen Florettstoß. Der Fechtmeister lehnt es ab, einer Frau diesen Stoß beizubringen. Adela lenkt scheinbar ein, besteht aber darauf, seine berühmte Waffensammlung zu besichtigen. Don Jaime zeigt sie ihr bereitwillig, und nachdem sie den Ring seines Meisters Montespan bewundert hat, greift Adela nach einem Degen und führt einige Fechtbewegungen aus, wodurch sie die Bewunderung des Fechtmeisters erringt. Er willigt ein, ihr Unterricht zu geben und verabredet sich in ihrem Haus.
Nach und nach gelingt es Adela, das Herz des alternden Fechtmeisters zu gewinnen. Doch sie tut dies nicht ohne Hintergedanken. Ihr Ziel ist es, an den prominenten Klienten des Fechtmeisters Marques Luis de Ayala heranzukommen. Bei einem Vortrag eines Kollegen von Astarloa bändelt sie mit Ayala an und beendet abrupt den Fechtunterricht.
Astarloa bricht es das Herz, als er beobachtet, wie Adela ein Verhältnis mit Ayala beginnt.
Nach einer Weile wendet sich der Marques schließlich an den Fechtmeister und möchte Informationen über Adela de Otero. Er ist misstrauisch ihr gegenüber geworden und bittet Astarloa, brisante Dokumente bei sich zu verwahren.
Einige Tage später wird Ayala tot aufgefunden, ermordet durch den „Stoß der 200 Escudos“. Der Polizeichef verdächtigt zunächst Astarloa, hat aber keine Beweise gegen ihn.
Astarloa hatte zuvor Adela de Otero beobachtet, wie sie aus einer Kutsche mit unbekanntem Wappen ausgestiegen ist. Der Fechtmeister stellt Nachforschungen bezüglich des Wappens an und erfährt, dass dieses dem Bankier Longo gehört.
Bevor Adela verdächtigt werden kann, wird eine Frauenleiche gefunden, von der die Polizei vermutet, dass es Adela de Otero ist. Ein Ring, den Astarloa ihr während einer Fechtstunde gab, soll ihre Identität beweisen.
Astarloa wendet sich mit den Dokumenten an seinen Freund Carceles, der daraufhin gefoltert und beinahe getötet wird. Astarloa weiß, dass sich die Mörder bald schon an ihn wenden werden und erwartet sie mit bereitliegendem Florett.
Des Nachts taucht Adela de Otero auf und erklärt ihm den Hintergrund ihres Handelns und dass sie dem Bankier Salanova (der das Wappen der Longos als Emblem an seiner Kutsche führt) verpflichtet ist. Sie verlangt den Brief, der als letztes von den Dokumenten fehlt. Als Astarloa sich weigert, ihn herauszugeben, versucht sie, ihn zu verführen. Sie küssen sich, und im gleichen Augenblick zieht Adela einen Dolch, um den Fechtmeister zu töten. Dieser wehrt die Attacke ab, und es entbrennt daraufhin ein Degenduell, in dessen Verlauf Astarloa Adela durch einen Stich ins Auge tötet.

## Kritiken
„Historisches Drama, das mehr Gewicht auf authentische Details, atmosphärische Stimmigkeit und seine gut gespielten Figuren legt als auf den historischen und politischen Hintergrund der Geschichte.“

## Auszeichnungen/ Nominationen
Nominiert im Jahre 1993 als spanischer Beitrag für den Auslands-Oscar.
1993 gewann er den Goya in den Kategorien „Bestes adaptiertes Drehbuch“, „Beste Filmmusik“ und „Beste Kostüme“.